# Arno Albert Reuter
Arno Albert Reuter (ur. 1910, zm. ?) – zbrodniarz hitlerowski, członek załogi niemieckiego obozu koncentracyjnego Mauthausen-Gusen i SS-Unterscharführer (nr identyfikacyjny w SS:100277).
Od listopada 1941 do 1 maja 194 pełnił służbę w Gusen I, podobozie KL Mauthausen jako urzędnik administracji. W procesie załogi Mauthausen-Gusen (US vs. Franz Kofler i inni) skazany został na 2 lata pozbawienia wolności.